# Antena 3 CNN
Antena 3 CNN es un canal de televisión privado de Rumanía, perteneciente a Intact Media Group. Se trata de un canal informativo y eventos de actualidad, principalmente con temas políticos y económicos.

## Historia
El canal inició emisiones el 27 de junio de 2005 como Antena 3, siendo el tercer canal rumano de noticias después de Realitatea TV y Național 24 Plus. 
Desde 2011 está afiliada a CNN International, después de que CNN dejara su afiliación con Realitatea TV. Sin embargo, se convirtió en canal asociado de CNN en mayo de 2020.
Desde el 27 de septiembre de 2022, el canal es socio de noticias exclusivo de CNN International, cambiando el nombre del canal a Antena 3 CNN.

## Programación
- Sinteza Zilei
- În Gura Presei
- News Hour with CNN
- Punctul de Întâlnire
- Subiectiv
- În fața națiunii
- Adevaruri Ascunse
- Exces de Putere
- Voi cu Voicu
- Be EU
- Sfat de Sanatate
- Numai de Bine
- Show Blitz
- Income Magazine
- Știrile Dimineții
- Descoperiți
- Gătit la costum
- De-a Viața Ascunselea
- Obiectiv
- News Magazine
- Agricool
- Dar și Har
- Pe Cuvânt
- 24 IT

## Audiencias
Es uno de los canales de noticias rumanos más vistos, líder en ratings de televisión en el segmento de noticias en horario prime-time junto con România TV.

## Controversias
A lo largo de su existencia, Antena 3 ha sido criticada y multada por desinformación, manipulación y partidismo en relación con la política rumana.
En un artículo de diciembre de 2018, la organización internacional Reporteros sin Fronteras opinó que Antena 3 estaba siendo utilizada como "herramienta de propaganda mediática".